# طواف إيطاليا 2006
طواف إيطاليا 2006 هو سباق دراجات هوائية أقيم في إيطاليا بتاريخ 6 – 28 مايو، تكون السباق من 21 مرحلة وامتدّ لمسافة 3526.2 كم بسرعة 38.53 كم/س، استغرق السباق 91 ساعة 33 دقيقة 36 ثانية. فاز به الإيطالي إيفان باسو.